# Blackfire

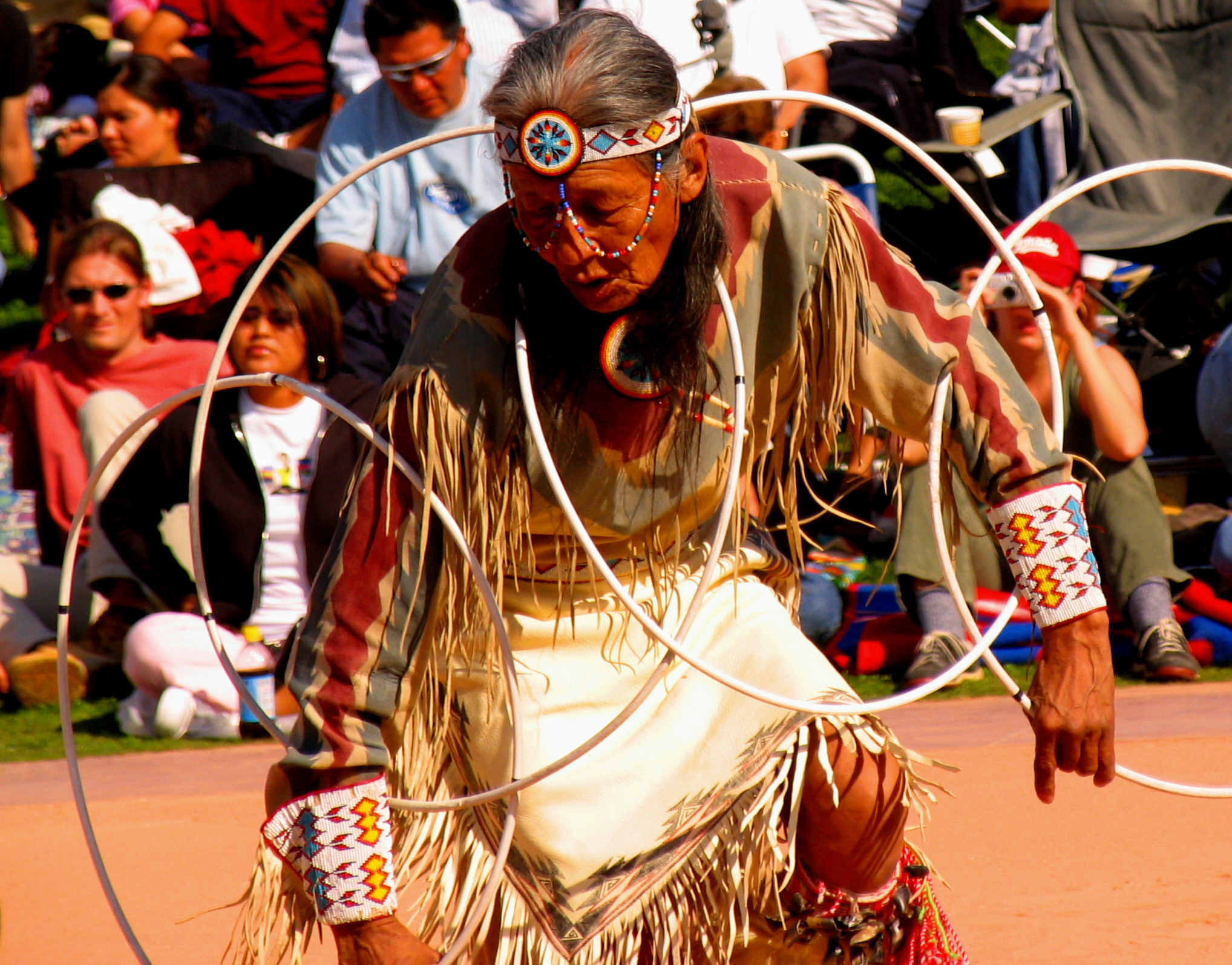
Jones Benally podczas tańca z obręczami

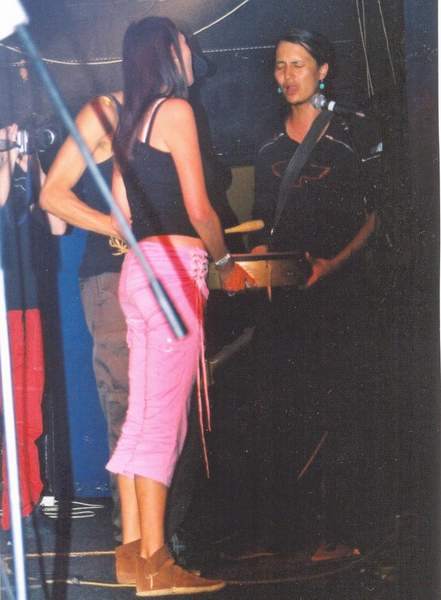
Muzycy z grupy Blackfire podczas tradycyjnej pieśni plemiennej Nawahów. Praga, 23 sierpnia 2004

Blackfire – amerykański zespół muzyczny, złożony z rodziny Indian Nawaho, grający muzykę rockową i punkrockową z elementami tradycyjnej muzyki ludu Nawahów. Nazwa zespołu nawiązuje m.in. do pożarów węgla, zdarzających się często w kopalniach odkrywkowych na ziemiach Nawahów i zatruwających okolice, w których żyją artyści.
W skład zespołu wchodzą: Jeneda Benally (bass, śpiew), Clayson Benally (perkusja, tradycyjna perkusja, śpiew) oraz Klee Benally (gitara, śpiew). Z młodymi członkami zespołu występuje gościnnie ich ojciec, nawajski lekarz, członek starszyzny plemiennej, również muzyk i wykonawca tradycyjnych pieśni (m.in. na ścieżce dźwiękowej filmu Geronimo: amerykańska legenda), Jones Benally. Menedżerem zespołu jest jego żona Berta.
Muzyka zespołu to ostre brzmienia punkrockowe z elementami tradycyjnych pieśni nawajskich i  instrumentów perkusyjnych tubylczych Amerykanów. Teksty piosenek (po angielsku i częściowo w języku nawaho) nawiązują do zniszczenia środowiska, ubóstwa, nędzy w rezerwatach indiańskich. Poruszają również tematy rasizmu, prześladowań Indian, holokaustu, łamania praw człowieka. 
W ramach działalności pozamuzycznej członkowie zespołu wspierają działania promujące szacunek dla różnych kultur, akcje w obronie tradycji i środowiska ludu Nawahów (protesty przeciwko skażeniu San Francisco Peaks i eksploatacji Big Mountain w Arizonie) oraz pomoc dla indiańskich więźniów (Leonard Peltier), uczestnicząc w wykładach, warsztatach, koncertach charytatywnych i akcjach bezpośrednich.
Niezależnie od koncertów rockowych, członkowie rodziny Benally prezentują też tradycyjne tańce, pieśni i stroje Nawahów w ramach okazjonalnych występów folklorystycznej grupy Jones Benally Family, podczas których demonstrują m.in. akrobatyczny taniec hoop dance (taniec z obręczami), będący jednym z elementów współczesnych indiańskich festiwali pow-wow.
Zespół koncertuje od 1989 roku. W tym czasie występował wielokrotnie w całych Stanach Zjednoczonych, Kanadzie i Meksyku, grając tak dla indiańskiej, jak i dla nieindiańskiej publiczności. Odbył kilkanaście tras koncertowych po Europie Zachodniej i Środkowej, dwukrotnie grał też na międzynarodowych festiwalach na Saharze w Afryce. W Polsce zespół gościł wiosną 2002 roku (Białystok, Kraków) i w czerwcu 2007 roku (Bydgoszcz) na zaproszenie uczestników Polskiego Ruchu Przyjaciół Indian.
Wielokrotnie nagradzany, otrzymał w 2002 roku prestiżową Nagrodę Muzyczną Tubylczych Amerykanów (NAMA) w kategorii Best Pop/Rock Album of the Year za płytę One Nation Under, w 2005 roku – NAMA w kategorii Duet/Grupa Roku za singel Woody Guthrie Singles (Wytwórnia "Tacoho") z nowymi wykonaniami folkowych standardów Woody Guthriego oraz w 2008 NAMA w kategorii Record of the Year za płytę [Silence] is the Weapon.

## Muzycy

### Skład zespołu
- Jeneda Benally – gitara basowa, śpiew
- Clayson Benally – perkusja, tradycyjna perkusja, śpiew
- Klee Benally – gitara, śpiew

## Dyskografia
- Blackfire (EP, 1994)
- Blackfire (EP, 1998)
- One Nation Under (2001-2002) (gościnnie Jones Benally i Joey Ramone)
- Woody Guthrie Singles (Tacoho Records, 2004)
- Blackfire – Beyond Warped: Live Music Series (CD/DVD, Tacoho Records 2005)
- [Silence] is a Weapon (2xCD, Tacoho Records 2007)